# Sanglier de Guilden Morden
Vous lisez un « bon article » labellisé en 2017.
Le sanglier de Guilden Morden est une figurine en bronze du VIe ou VIIe siècle représentant un sanglier. Découverte dans une tombe anglo-saxonne à Guilden Morden, dans le Cambridgeshire, elle est léguée au British Museum en 1904 par Herbert Fordham, le fils de son découvreur.
Le sanglier est représenté de manière stylisée : c'est surtout sa longue crinière qui permet de l'identifier. La forme des pattes avant et arrière suggère qu'il était monté à l'origine sur un autre objet, vraisemblablement un casque. Des casques ornés de figurines de sanglier sont mentionnés à plusieurs reprises dans le poème Beowulf, et deux casques de ce genre ont été retrouvés en Angleterre : ceux de Benty Grange et de Wollaston. Dans la culture germanique, le sanglier est un animal symboliquement important, qui joue un rôle protecteur.

## Description
Le sanglier de Guilden Morden est une figurine de bronze moulé de 64 mm de long. Il est de forme très stylisée et c'est principalement grâce à sa crinière proéminente qu'il est possible d'identifier l'animal. D'autres détails sont représentés de manière superficielle : un œil, des sourcils et des narines. Ils ont peut-être été réalisés à l'aide d'un poinçon dans un second temps. La queue de l'animal formait à l'origine un cercle, mais Herbert Fordham rapporte qu'elle a été brisée par accident,.
Les pattes avant de l'animal sont d'un seul tenant, tout comme les pattes arrière. Un trou de 3,5 mm de profondeur est ménagé dans les pattes avant, tandis qu'une épingle de 6 mm de long dépasse des pattes arrière. Ces deux éléments indiquent que le sanglier devait être fixé à l'origine sur un autre objet, vraisemblablement un casque,.

## Découverte

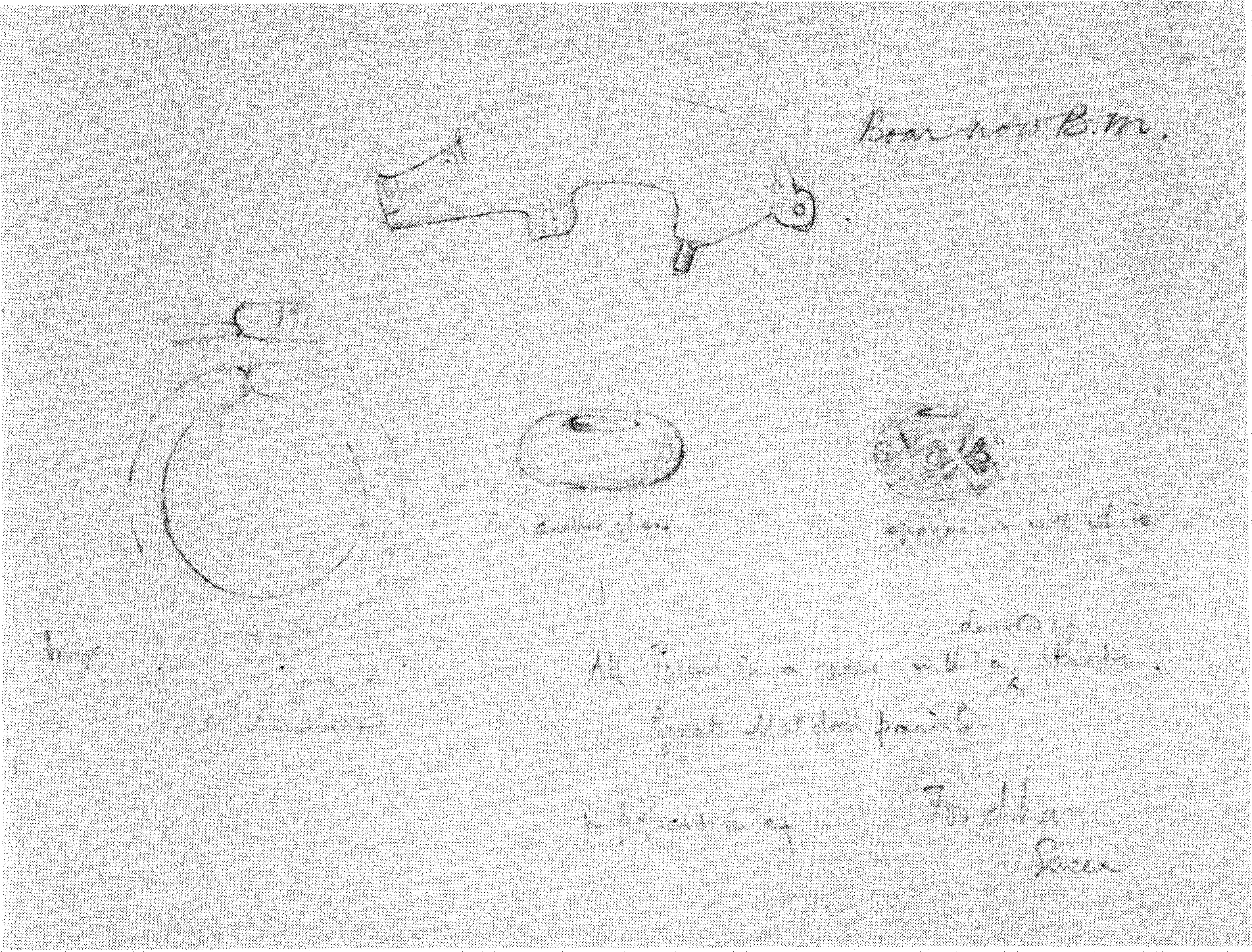
Dessin au crayon d'objets retrouvés dans la tombe de Guilden Morden (1882-1883).

Le sanglier est retrouvé vers 1864-1865 à Guilden Morden, une paroisse du Cambridgeshire située à 26 km au sud-ouest de Cambridge et à 8 km à l'ouest de Royston, dans le Hertfordshire. C'est en recherchant des coprolithes que Herbert Fordham, un brasseur d'Odsey, en a fait la découverte. Son fils, également appelé Herbert Fordham, la décrit en ces termes dans un article de 1904 :

« J'ai toujours compris qu'il avait été trouvé sous la surface du sol, ou à une faible profondeur, avec d'autres objets, comprenant (au moins) une petite perle de faïence portant un motif incisé, le tout se trouvant dans ce qui était sans nul doute une tombe, et placé par rapport à des restes d'ossements humains de telle sorte que les différents objets semblaient avoir été accrochés au cou de la personne enterrée. »

Un dessin au crayon réalisé entre avril 1882 et septembre 1883 représente le sanglier avec un anneau de bronze et deux perles de verre, l'une couleur d'ambre, l'autre rouge avec des motifs blancs. La légende signale que ces objets ont été « tous découverts dans une tombe avec un squelette en position fœtale ». Fordham ne possède pas d'informations supplémentaires sur la découverte du sanglier, son emplacement exact ou les autres objets, aujourd'hui perdus,. Il fait don du sanglier au British Museum en 1904.

## Typologie

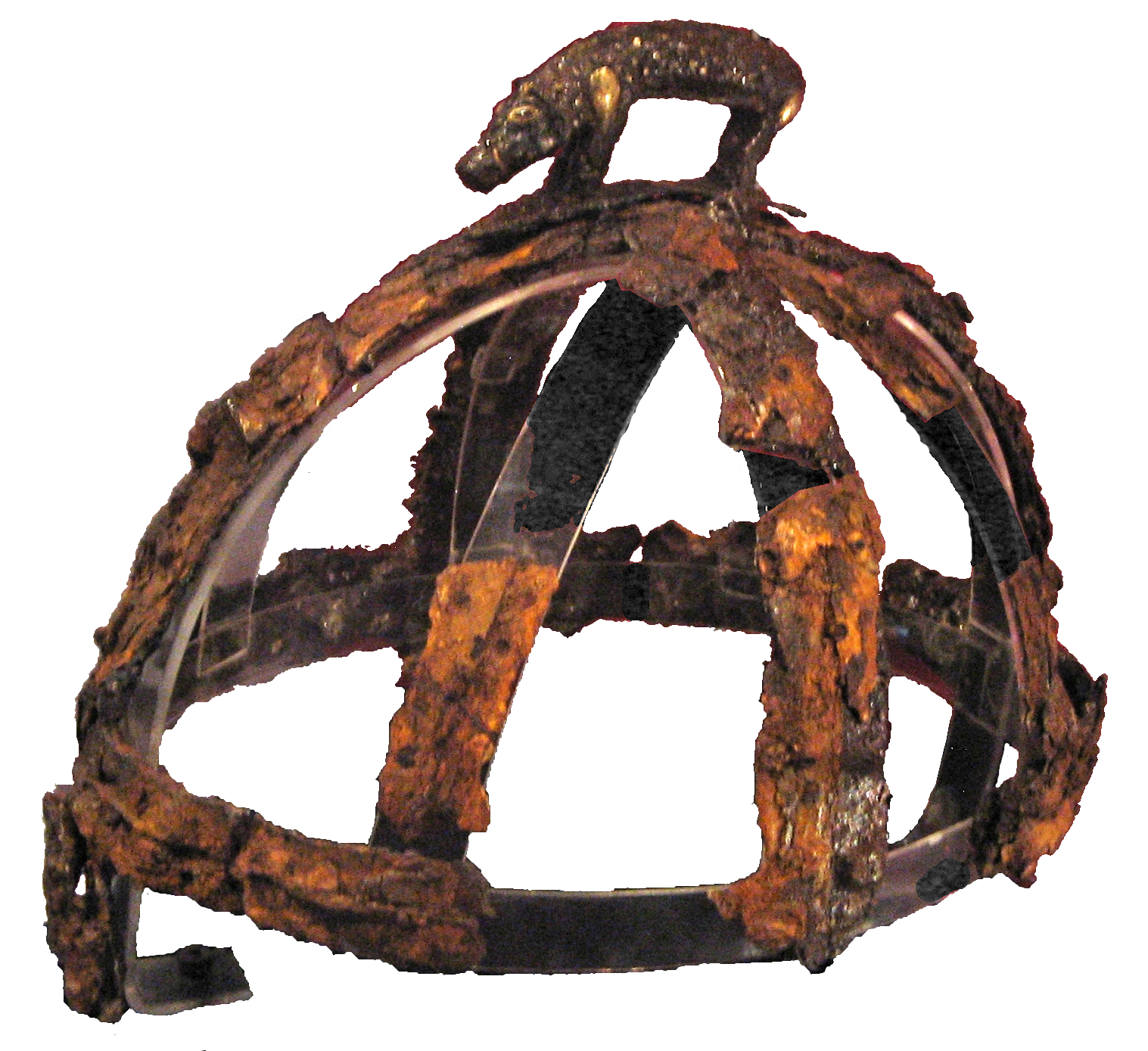
Le casque de Benty Grange, dont le cimier est similaire au sanglier de Guilden Morden.

Après sa découverte, le sanglier de Guilden Morden est longtemps considéré comme un artéfact de l'âge du fer, mais il s'agit en réalité d'un objet anglo-saxon, façonné durant le Haut Moyen Âge : il ressemble davantage au sanglier retrouvé sur le casque anglo-saxon de Benty Grange (Derbyshire) qu'aux figurines celtes représentant cet animal, et les objets retrouvés avec lui suggèrent également que le défunt était un Anglo-Saxon païen.
À l'origine, cette figurine était vraisemblablement fixée au sommet d'un casque. Deux casques à crête ornés d'un sanglier ont été retrouvés en Angleterre : celui de Benty Grange et celui de Wollaston, qui datent tous deux de la seconde moitié du VIIe siècle. Une cinquantaine de casques à crête du même type datant du VIe au XIe siècle sont aussi retrouvés dans toute l'Europe du Nord, principalement en Scandinavie. L'une des plaques de Torslunda, des matrices du VIe siècle retrouvées en Suède, représente des guerriers dont le casque a pour cimier une effigie de sanglier.

## Iconographie
Le sanglier possède une symbolique importante dans plusieurs cultures européennes. Chez les Anglo-Saxons, elle reflète vraisemblablement une fusion d'influences nordiques et méditerranéennes. Cet animal figure sur des artéfacts scandinaves, comme le chaudron de Gundestrup (Danemark, Ier siècle) ou les plaques de Torslunda (Suède, VIe siècle), mais il sert également d'emblème à plusieurs légions romaines, dont la Legio XX Valeria Victrix, stationnée en Grande-Bretagne du Ier au IIIe siècle. Son association avec les dieux scandinaves Freyja et Freyr suggère néanmoins que le sanglier de Guilden Morden témoigne de l'introduction en Angleterre d'une tradition germanique plutôt que de la continuité d'une tradition pré-romaine. Quoi qu'il en soit, le sanglier représente apparemment pour les Anglo-Saxons un emblème protecteur. Le poème épique Beowulf mentionne à plusieurs reprises des casques décorés à l'effigie de cet animal,.

Quelques représentations iconographiques antiques du sanglier
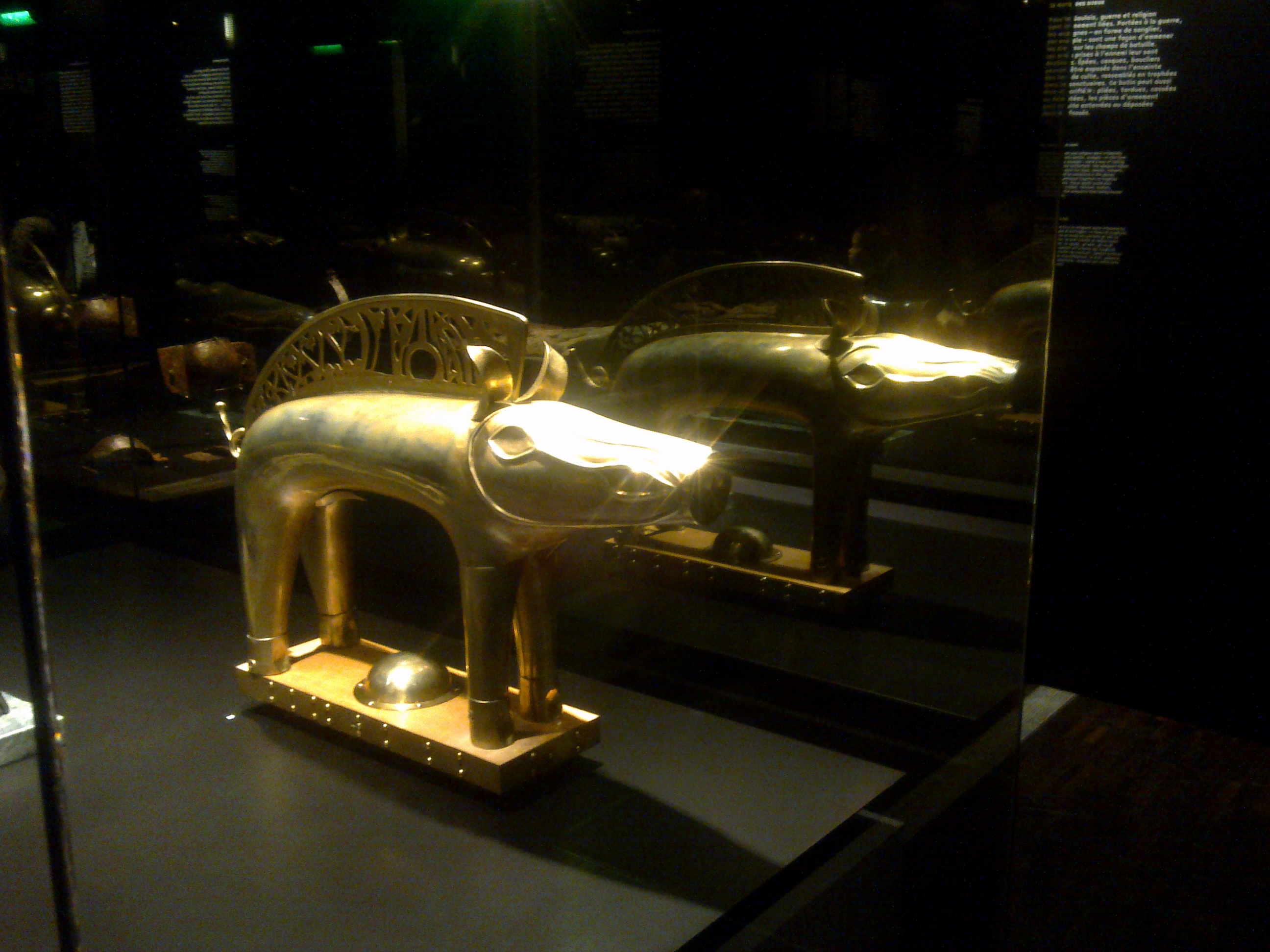
Sanglier-enseigne gaulois de Soulac-sur-Mer (Ier siècle av. J.-C.).
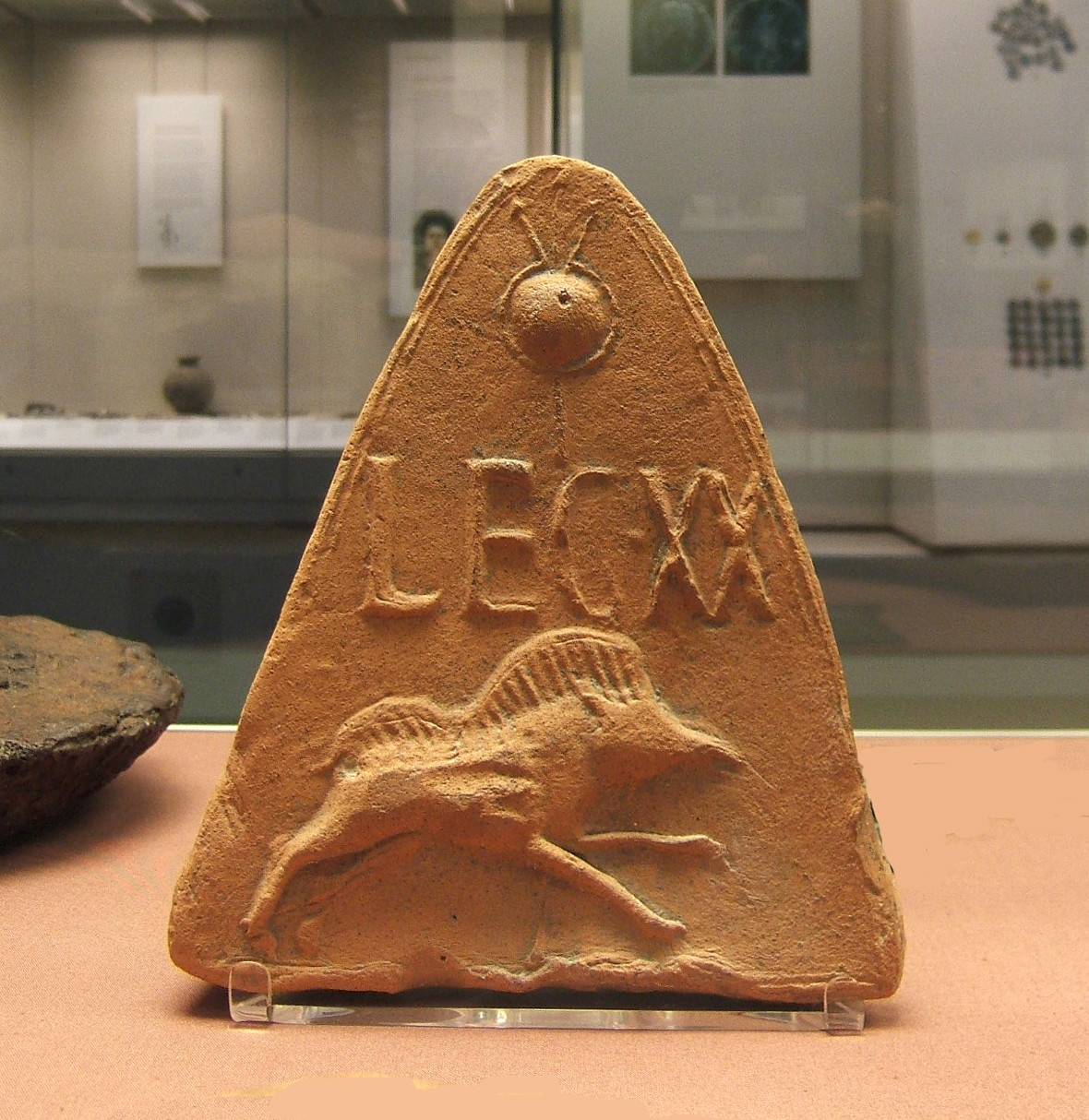
Une tuile représentant l'emblème de la Legio XX Valeria Victrix (IIe ou IIIe siècle).
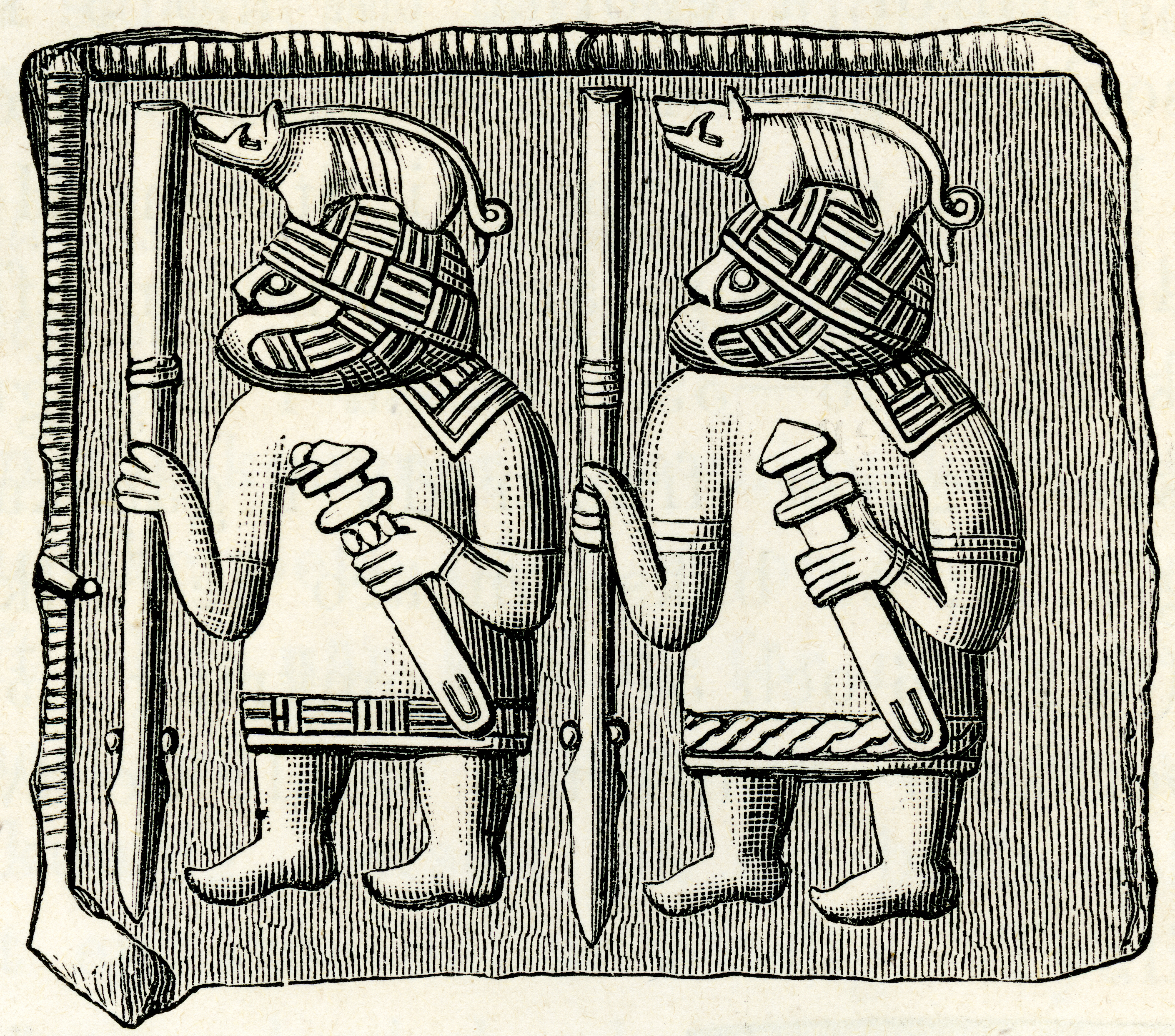
L'une des plaques de Torslunda (VIe siècle).